# Deep in your heart/+MILLION but -LOVE
「Deep in your heart／+MILLION but -LOVE」（ディープ・イン・ユア・ハート/プラス・ミリオン・バット・マイナス・ラブ）は、堂本光一のソロデビューシングル。

## 解説
初回盤A、初回盤B、通常版の3パターンで発売された。堂本光一は1月に単独名義で発売した舞台『SHOCK』のサウンドトラック『KOICHI DOMOTO Endless SHOCK Original Sound Track』に続く2作連続オリコンチャート1位。
作詞は外部のミュージシャンによる提供だが、作曲は一貫して自身が担当している。
『UNBREAKABLE』はJ-Support（のちのK.K.Kity）に提供し、NEWSのシングルに収録された『Private Hearts』のアレンジを大人っぽく変えセルフカバーしたもので、歌詞は「どうもと」「こういち」「タフだ」の折句になっている。

## 収録曲

### 通常盤
1. Deep in your heart
2. +MILLION but -LOVE
3. UNBREAKABLE

- 初回プレスのみ『獣王星』アニメ入りロングキャップ仕様

### 初回盤A
1. Deep in your heart
2. +MILLION but -LOVE
3. Deep in your heart(Backing Track)

- DVD-A (『Deep in your heart』MUSIC CLIPを収録)付

### 初回盤B
1. +MILLION but -LOVE
2. Deep in your heart
3. +MILLION but -LOVE(Backing Track)

- DVD-B (『+MILLION but -LOVE』MUSIC CLIPを収録)付

### クレジット
- 「Deep in your heart」

作詞:白井裕紀、新美香　作曲:堂本光一　編曲:ha-j

- 「+MILLION but -LOVE」

作詞:白井裕紀、新美香　作曲:堂本光一　編曲:鈴木雅也　ブラスアレンジ:山本拓夫

- 「UNBREAKABLE」

作詞:久保田洋司　作曲:堂本光一　編曲:CHOKKAKU　コーラスアレンジ:岩田雅之

## タイアップ
- 「Deep in your heart」

フジテレビ系アニメ『獣王星』主題歌
- 「+MILLION but -LOVE」

日本テレビ系音楽番組『音楽戦士 MUSIC FIGHTER』2006年7月オープニング・テーマ